# 当洛乡
当洛乡，是中华人民共和国青海省果洛藏族自治州玛沁县下辖的一个乡镇级行政单位。

## 行政区划
当洛乡下辖以下地区：
加布青牧委会、查雀干玛牧委会、查雀贡玛牧委会、贡龙牧委会和格雅牧委会。